# St. Louis WCT
Il St. Louis WCT è stato un torneo di tennis facente parte del WCT giocato dal 1970 al 1978 a St. Louis negli Stati Uniti su campi in sintetico indoor tranne che nel 1974-1975 quando si giocò sulla terra rossa.

## Albo d'oro

### Singolare
| Anno | Vincitore        | Finalista       | Punteggio       |
| ---- | ---------------- | --------------- | --------------- |
| 1970 | Rod Laver        | Ken Rosewall    | 6–1, 6–4        |
| 1971 | Non disponibile  | Non disponibile | Non disponibile |
| 1972 | John Newcombe    | Nikola Pilić    | 6–3, 6–3        |
| 1973 | Stan Smith       | Rod Laver       | 6–4, 3–6, 6–4   |
| 1974 | Stan Smith       | Alex Metreveli  | 6–2, 3–6, 6–2   |
| 1975 | Vitas Gerulaitis | Roscoe Tanner   | 2–6, 6–2, 6–3   |
| 1976 | Guillermo Vilas  | Vijay Amritraj  | 7–6, 6–2        |
| 1977 | Jimmy Connors    | John Alexander  | 7–6, 6–2        |
| 1978 | Sandy Mayer      | Eddie Dibbs     | 7–6, 6–4        |

### Doppio
| Anno | Vincitori                      | Finalisti                    | Punteggio       |
| ---- | ------------------------------ | ---------------------------- | --------------- |
| 1970 | Andrés Gimeno John Newcombe    | Roy Emerson Rod Laver        | 6–4, 6–0        |
| 1971 | Non disponibile                | Non disponibile              | Non disponibile |
| 1972 | John Newcombe Tony Roche       | John Alexander Phil Dent     | 7–6, 3–6, 6–4   |
| 1973 | Ove Nils Bengtson Jim McManus  | Terry Addison Colin Dibley   | 6–2, 7–5        |
| 1974 | Ismail El Shafei Brian Fairlie | Ross Case Geoff Masters      | 7–6, 6–7, 7–6   |
| 1975 | Colin Dibley Ray Ruffels       | Ross Case Geoff Masters      | 6–4, 6–4        |
| 1976 | Brian Gottfried Raúl Ramírez   | John Alexander Phil Dent     | 6–4, 6–2        |
| 1977 | Ilie Năstase Adriano Panatta   | Vijay Amritraj Dick Stockton | 6–4, 3–6, 7–6   |
| 1978 | Bob Hewitt Frew McMillan       | Wojciech Fibak Tom Okker     | 6–3, 6–2        |